# 農事暦
農事暦（のうじれき、のうじごよみ）とは、農作業に必要な事柄や年中行事などを注記した暦法や暦書のことである。農業において季節は欠かせない情報であり、中国から伝わった二十四節気をベースに、八十八夜や半夏生、二百十日などの雑節を加えたものに播種・収穫・施肥などの時期や気象上注意すべき時期、豊作を祈念し収穫を感謝する祭日などを記したものが農事暦である。農事暦に適している暦法は旧暦（太陰太陽暦）である。
安土桃山時代から江戸時代、明治時代にかけては、篤農家や名主が農民に向けて記した技術書である農書が、冷害や飢饉に見舞われやすい東北地方や北陸地方を中心に発刊された。それらの多くは、月ごとあるいは季節ごとの作業暦を冒頭に載せていた。文字を読むことのできない農民が多い時代には、絵で季節や農作業を表した『田山暦』や『盛岡絵暦』などの絵暦も作られた。
令和の現在においては、農林統計協会から『新農家暦』が発刊されているほか、各地の農業協同組合などで雑草や病害虫の防除に関する「防除暦」の情報提供も行っている。

## 関連文献
- 梅原寛重『農事の愉しみ―十二ヶ月』博品社、1997年2月28日。ISBN 4-938706-44-X。